# Donald Kagan
Pour les articles homonymes, voir Kagan.
Donald Kagan (né le 1er mai 1932 en Lituanie et mort le 6 août 2021 à Washington) est un historien américain de l'université Yale spécialisé dans l'étude de la Grèce antique. Il est notamment l'auteur célèbre pour son travail sur la guerre du Péloponnèse dont il ressortira une étude en quatre volumes.

## Biographie
Né en Lituanie, il arrive aux États-Unis à l'âge de deux ans.
Il commence à enseigner à Yale en 1969 et est notamment récipiendaire de la National Humanities Medal en 2002.
Il est le père du politologue Robert Kagan.
Il est décédé à Washington, le 6 août 2021.

## Publications
- The Great Dialogue: A History of Greek Political Thought from Homer to Polybius, New York, Free Press, 1965 (OCLC 63980809)
- The Outbreak of the Peloponnesian War, Ithaca, Cornell University Press, 1969  (ISBN 0-8014-0501-7).
- The Archidamian War, Ithaca, Cornell University Press, 1974  (ISBN 0-8014-0889-X).
- The Peace of Nicias and the Sicilian Expedition, Ithaca, Cornell University Press, 1981  (ISBN 0-8014-1367-2).
- The Fall of the Athenian Empire, Ithaca, Cornell University Press, 1987  (ISBN 0-8014-1935-2)
- Pericles of Athens and the Birth of Democracy., New York, The Free Press, 1991  (ISBN 0-684-86395-2).
- On the Origins of War and the Preservation of Peace, New York, Doubleday, 1995  (ISBN 0-385-42374-8).
- (avec Frederick Kagan), While America Sleeps, New York, St. Martin's Press, 2000  (ISBN 0-312-20624-0).
- (avec Albert M. Craig, William A. Graham, Steven Ozment et Frank M. Turner), The Heritage of World Civilizations, 2000  (ISBN 978-0130160430)
- (avec Steven Ozment & Frank M. Turner), The Western Heritage, New York, Prentice Hall, 2003  (ISBN 0-13-182839-8).
- The Peloponnesian War, New York, Viking Press, 2003  (ISBN 0-670-03211-5).
- Thucydides: The Reinvention of History, New York, Viking Press, 2009  (ISBN 0-670-02129-6).
- Men of Bronze: Hoplite Warfare in Ancient Greece, Princeton University Press, 2013  (ISBN 978-1400846306)

### Traductions françaises
- Périclès : La naissance de la démocratie  (trad. Guillaume Villeneuve), Paris, Tallandier, 2008, 363 p. (ISBN 978-2847343205)
- Le Déclenchement de la guerre du Péloponnèse : Nouvelle histoire de la guerre du Péloponnèse - tome I  (trad. Alexandre Hasnaoui), Paris, Les Belles Lettres, coll. « Histoire », 2019, 420 p. (ISBN 978-2251449807)
- La Guerre d'Archidamos : Nouvelle histoire de la guerre du Péloponnèse - tome II  (trad. Alexandre Hasnaoui), Paris, Les Belles Lettres, coll. « Histoire », 2021, 420 p. (ISBN 978-2251449814)
- La Paix de Nicias et l'expédition de Sicile : Nouvelle histoire de la guerre du Péloponnèse - tome III  (trad. Alexandre Hasnaoui), Paris, Les Belles Lettres, coll. « Histoire », 2023, 500 p. (ISBN 978-2251453101)
- La chute de l'empire athénien : Nouvelle histoire de la guerre du Péloponnèse - tome IV  (trad. Alexandre Hasnaoui), Paris, Les Belles Lettres, coll. « Histoire », 2024, 574 p. (ISBN 978-2251453408)